# Ронья, Жозеф

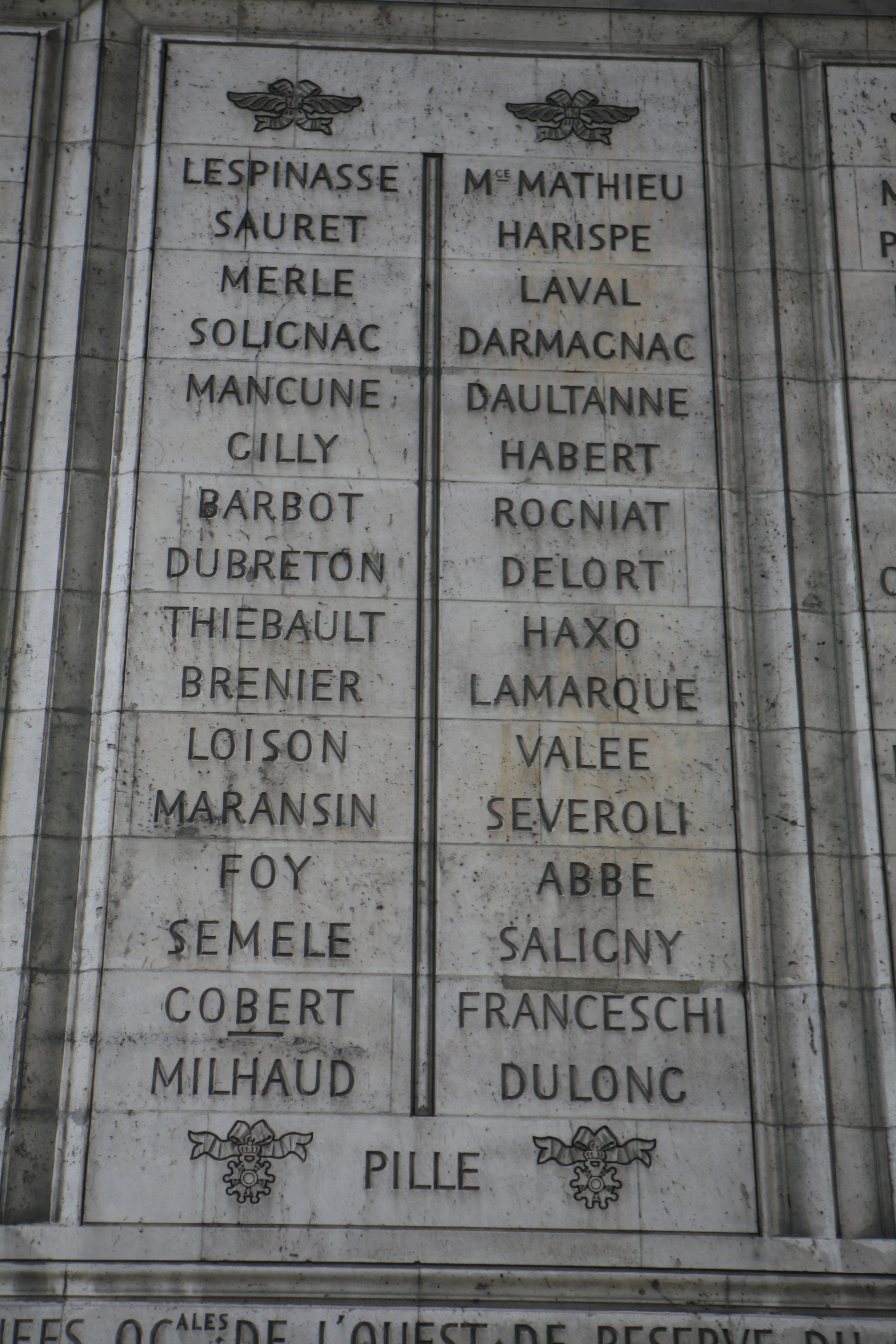
Имя генерала выгравировано под Триумфальной аркой Парижа.

Жозе́ф Ронья́ (фр. Joseph Rogniat;  9 ноября 1776, Сен-Приест — 9 мая 1840, Париж) — французский военный инженер, дивизионный генерал (1811), барон империи,  писатель; во время июльской монархии пэр Франции. 

## Биография
Служил в Германии, участвовал в осаде Данцига. В Испании получил чин бригадного генерала за участие в осаде Сарагосы. Затем  командовал инженерами французской Арагонской армии знаменитого маршала Сюше, самого результативного французского соединения в Испании, и в этом качестве внес важный вклад  во взятие крепостей Тортосы, Таррагоны и Валенсии. За эти заслуги назначен дивизионным генералом в 1811 году. Призванный в Великую армию, строил оборонительные укрепления Дрездена, в 1814 году возглавлял инженерные части в Меце.
В 1815 году назначен членом военного комитета и командующим инженерными частями Северной армии. Сражался при Ватерлоо.
В 1826 году получил титул виконта. Почётный член Академии наук с 1829 года, в 1831 году, во время июльской монархии, назначен пэром Франции.
Генералу Ронья посвящена большая монография Бруно Колсона "Генерал Ронья, инженер и критик Наполеона" (фр. "Le général Rogniat, ingénieur et critique de Napoléon").

## Интересный факт
После реставрации Бурбонов, Ронья выступил в печати с критикой по отношению к Наполеону и его армии. Бригадный генерал Марселен де Марбо ответил на них «Критическими замечания по поводу произведения генерал-лейтенанта Ронья», вышедшими в Париже в 1820 году. Ответ Марбо  вызвал у Наполеона такое восхищение, что в своем завещании он оставил генералу 100 тысяч франков и поручил ему «писать в защиту славы французского оружия и пристыдить клеветников и отступников». Впоследствии, Марбо стал автором знаменитых мемуаров о войнах Наполеона.

## Творчество
- «Relation des siéges de Saragosse et de Tortose» (1814),
- «Considérations sur l’art de la guerre» (1816),
- «Réponse aux notes critiques de Napoléon etc.» (1823),
- «Situation de la France» (1817),
- «Des gouvernements» (1819).